# 100. Jäger Division
A 100. Jäger Division foi uma unidade militar que serviu no Exército alemão durante a Segunda Guerra Mundial.
A divisão foi criada originalmente como 100ª Divisão de Infantaria Leve no dia 10 de dezembro de 1940, sendo redesignada 100. Jäger-Division no mês de julho de 1942.
A 100. Jäger-Division lutou no cerco de Staryyogkol, no avanço através do Don e até no Volga e na Batalha de Stalingrado. Foi cercada juntamente com o 6º Exército no mês de novembro de 1942 e destruída no mês de janeiro de 1943.
A unidade foi reformada em Belgrado no mês de abril de 1943, sendo transferido para a Albânia no mês de julho. Foi após transferido novamente para a Frente Oriental no mês de março de 1944, onde se juntou às forças que tentavam romper o cerco ao 1º Exército Panzer. Lutou no recuo da Rússia e por fim, lutou na Hungria, se rendendo para as tropas soviéticas na Silésia ao final da guerra.

## Comandantes
| Comandante                      | Data                                             |
| 100ª Divisão de Infantaria Leve | 100ª Divisão de Infantaria Leve                  |
| ------------------------------- | ------------------------------------------------ |
| Generalleutnant Werner Sanne    | 10 de dezembro de 1940 - 6 de julho de 1942      |
| 100. Jäger-Division             |                                                  |
| Generalleutnant Werner Sanne    | 6 de julho de 1942 - 31 de janeiro de 1943 (POW) |
| Generalleutnant Willibald Utz   | 25 de abril de 1943 - 1 de janeiro de 1945       |
| Oberst Hans Kreppel             | 1 de janeiro de 1945 - 31 de janeiro de 1945     |
| Generalmajor Otto Schury        | 1 de fevereiro de 1945 - maio de 1945            |

## Oficiais de operações
| Major Wolfgang Henkel          | 6 de julho de 1942 - 31 de janeiro de 1943 (POW)     |
| Oberstleutnant Jürgen Bennecke | 25 de março de 1943 - 30 de setembro de 1944         |
| Oberstleutnant Karl Krückeberg | 30 de setembro de 1944 - 24 de janeiro de 1945 (KIA) |
| Major Johann Schmidt           | 10 de fevereiro de 1945 - maio de 1945               |

## Área de operações
| Alemanha                   | dezembro de 1940 - junho de 1941    |
| Frente Oriental, setor sul | junho de 1941 - julho de 1942       |
| Frente Oriental, setor sul | julho de 1942 - outubro de 1942     |
| Stalingrado                | outubro de 1942 - janeiro de 1943   |
| Iugoslávia                 | abril de 1943 - julho de 1943       |
| Albânia                    | julho de 1943 - março de 1944       |
| Frente Oriental, setor sul | de março de 1944 - setembro de 1944 |
| Hungria, Silésia           | setembro de 1944 - maio de 1945     |